# Pleuroprion iturupicum
Pleuroprion iturupicum är en kräftdjursart som beskrevs av Oleg Grigor'evich Kussakin och Boris Vladimirovich Mezhov 1979. Pleuroprion iturupicum ingår i släktet Pleuroprion och familjen Antarcturidae. Inga underarter finns listade i Catalogue of Life.